# Saint-Élix
Saint-Élix település Franciaországban, Gers megyében. Lakosainak száma 184 fő (2022. január 1.). Saint-Élix Mongausy, Pellefigue, Saramon, Sémézies-Cachan és Simorre községekkel határos.

## Népesség
A település népessége az elmúlt években az alábbi módon változott:
| Lakosok száma | 155  | 122  | 112  | 172  | 193  | 204  | 189  | 181  | 183  | 184  |
|               | 1968 | 1982 | 1990 | 2006 | 2013 | 2015 | 2017 | 2019 | 2020 | 2022 |